# Roberto Martínez Vásquez
José Roberto Martínez Vásquez (Santiago, 19 de abril de 1976-Colina, 13 de diciembre de 2002), conocido por sus amigos como «El Tila» y hoy en día conocido históricamente como el «psicópata de La Dehesa» fue un ladrón y violador en serie chileno. Nacido y criado en la pobreza, típicamente atacaba a hogares de clase alta (mayormente ubicadas en Santiago Centro, Las Condes, Vitacura y Lo Barnechea) como parte de una vendetta social. Fue detenido en junio de 2002 por el asesinato y descuartizamiento de su pareja, Maciel Zúñiga, una joven chilena de dieciséis años, ocurrido el mes anterior. Se suicidó en su celda el diciembre de ese mismo año, antes de que comenzara su juicio.
Su largo historial de violencia ha sido usado como un ejemplo de un "caso fallido" de los intentos de reinserción social por parte del Servicio Nacional de Menores (Sename) y Gendarmería de Chile (Genchi).

## Biografía
Nació en Santiago de Chile el 19 de abril de 1976, como hijo de José Alberto Martínez Yaeger, comerciante de relojes, y Matilde del Tránsito Vásquez Vásquez, ama de casa; siendo su tercer de cuatro hijos. Cuando nació su hermano menor, Alberto, su padre abandonó el hogar, convirtiéndose efectivamente ausente en su vida. Su madre sufría de esquizofrenia y abusaba físicamente de sus hijos.
Por sus primeros años de vida, se crio junto a su madre, su hermana y dos hermanos, y tres tíos maternos, estos últimos travestis. A los dos años de edad, fue víctima de abuso sexual de uno de estos tíos, y a los cuatro, fue detenido por primera vez por el delito de vagancia.  Al año siguiente, fue removido de su familia biológica y criado por una familia de la comuna de Valdivia, también abusiva, hasta los díez años. Ya sufriendo de tendencias antisociales y normalizado a la violencia por su crianza familiar, a los quince años cometió su primer robo a un domicilio, además de agredir violentamente y violar a su moradora, una profesora de Alemania; por aquel crimen no fue condenado debido a su inimputabilidad por ser menor de edad. A los diecisiete años, se fugó del Centro de Orientación Diagnóstico (COD) de San Miguel, tras lo cual fue capturado y trasladado a la sección para menores de edad en la cárcel de Puente Alto; fue detenido díez veces antes de cumplir los dieciocho años.
Al convertirse en mayor de edad, mostró un cambio de actitud, entrando al programa de rehabilitación «Tu vida cuenta, cuenta tu vida», dónde ganó premios de dibujo, poesía y canción. Esta esperanza de reinsertarse a la sociedad chilena se acabó pronto, cuando fue detenido por un violento asalto en la localidad santiaguina de Lo Curro —ubicado en la comuna de Vitacura— y recluido en el Centro de Cumplimiento Penitenciario (CCP) Colina I. De acuerdo al gendarme Luis Arias, fue respetado por los demás prisioneros y hasta considerado una especie de líder en su tiempo como recluso; allí también leyó libros de mecánica, planeando convertirse en un ladrón de autos. Más tarde, fue trasladado al CCP Colina II por su alta peligrosidad como recluso, recuperando su libertad por última vez a los veinticinco años.
A menos de un mes de recuperar su libertad, ingresó ilícitamente a un apartamento del edificio Jardines de Vitacura, ubicado la calle Bartolomé de las Casas N° 1751. Al amarrar a sus víctimas, los residentes del hogar, se sintió frustrado por su falta de colaboración, por lo cual violó a la mujer de la casa en frente de su esposo (ya formando su modus operandi) y se fue a dormir. Al día siguiente, se fue del lugar vía metro, tomando un descanso de nueve meses antes de cometer su siguiente robo. Este modus operandi fue repetido varias veces, amontando a un año total de robos continuos, violando a cinco mujeres en cuatro robos. En este tiempo vivía en el sector sur de Santiago, trasladándose a los sectores de mejor ingreso para atacar a dueños de hogares.
El 8 de mayo de 2002, los restos de Maciel Zúñiga Pacheco (de dieciséis años), su entonces pareja, fueron encontrados en el pasaje Uno Sur de la población José María Caro en Lo Espejo. De acuerdo a su testimonio, la mató luego que ella decidió abortar a su hijo no nacido, convenciéndola que amarre sus manos como una práctica sexual y apuñalándola en la garganta tras un par de horas antes de descuartizarla y quemar su cadáver. Tras cometer otros dos robos, el 12 de junio fue detenido por el asesinato de Zúñiga por la Policía de Investigaciones (PDI) de Chile, quienes, tras un par de semanas de investigaciones, se dieron cuenta de que era el violador en serie más buscado de la nación.
Como consecuencia, fue recluido en el Centro de Cumplimiento Penitenciario (CCP) Colina II hasta el 14 de diciembre de 2002 cuando, durante un corte de luz de toda la comuna, se quitó la vida al ahorcarse con el cable de una máquina de escribir eléctrica que se le había facilitado para redactar sus memorias. Al día siguiente, su cuerpo fue sepultado en el patio 8 del Cementerio Metropolitano, pero más tarde fue trasladado a una tumba común por temas financieros.

## En la cultura popular
- La película chilena El Tila: Fragmentos de un psicópata (2015) está inspirada en su biografía. En ella, el actor Nicolás Zárate interpreta su rol.[4]